# گمینا وانسوش (استان پودلاسکی)
گمینا وانسوش (استان پودلاسکی) (به لهستانی:  Gmina Wąsosz) یک گمینا در لهستان است که در شهرستان گرایوو واقع شده‌است. گمینا وانسوش ۱۱۷٫۹۲ کیلومتر مربع مساحت و ۳٬۹۵۴ نفر جمعیت دارد.